# David Bathrick
David Bathrick (* 17. April 1936 in New York City; † 30. April 2020 in Bremen) war ein US-amerikanischer Germanist.

## Leben
Er erwarb 1959 seinen Bachelor-Abschluss am Dartmouth College, an der Columbia University, 1962 den Master und 1970 in Germanistik an der University of Chicago den PhD. Er wurde 1998 zum Jacob Gould Schurman Professor für Theater, Film und Tanz an der Cornell University ernannt.

## Schriften (Auswahl)
- The dialectic and the early Brecht. An interpretive study of Trommeln in der Nacht. Stuttgart 1975, ISBN 3-88099-004-2.
- The powers of speech. The politics of culture in the GDR. Lincoln 1995, ISBN 0-8032-1258-5.